# Vogesen-Mehlbeere
Die Vogesen-Mehlbeere (Sorbus mougeotii), auch Berg-Mehlbeere, Mougeots Mehlbeere, Mougeots Vogelbeere, Alpenoxel und Mougeots Oxelbirne genannt, ist eine Pflanzenart aus der Gattung der Mehlbeeren (Sorbus) in der Familie der Rosengewächse (Rosaceae). Innerhalb der Mehlbeeren gehört sie zur Sorbus mougeotii-Gruppe.

## Merkmale
Die Vogesen-Mehlbeere ist ein Strauch oder ein Baum, der bis zu 12 (selten bis 20) Meter hoch wird. Zweige und Knospen sind im Vergleich zu Sorbus aria kahler. Die Laubblätter werden 3,5 bis 5,5 Zentimeter lang und 6 bis 10 Zentimeter breit. Sie sind 1,8- bis 2-mal so lang wie breit. Vorne sind die Blätter meist spitz, ihr Grund ist dagegen keilförmig. An Kurztrieben sind die Blätter bis ungefähr 1/8 der Blattspreite eingeschnitten. Die Zähne erster Ordnung sind in der Mitte des Blattrandes am größten und erreichen hier eine Länge von 4 bis 6 Millimeter, in Richtung der Spitze und des Grundes werden sie kleiner. Ihr Umriss ist breit abgerundet. Meist weniger als 1 Millimeter lang sind die Zähne zweiter Ordnung. Es sind 8 bis 10 Paare Seitennerven vorhanden. Die Blattunterseite weist eine lockere, grauweiß-filzige Behaarung auf. Die Blattstiele haben eine Länge von 10 bis 15 (selten bis 20) Millimeter.
Die Blüten sind in mehr oder weniger dichten, locker- bis dichtfilzigen, ebensträußigen Doldenrispen angeordnet. Der Kelchbecher und die Kelchblätter sind lockerfilzig und verkahlen später. Zur Fruchtzeit stehen die Kelchblätter konisch und aufrecht zusammen. Die eirundlichen Kronblätter sind weiß, kaum genagelt und 5 bis 6, selten bis 7 Millimeter lang. Die 2 oder 3 Griffel sind frei.
Die essbaren Früchte sind meist dreifächerig, 10 bis 13 Millimeter lang, nur wenig mehr als 10 Millimeter dick, rundlich und rot. Die Farbe bleibt auch nach dem Trocknen vorhanden. Es sind nur wenige kleine Lentizellen vorhanden.
Die Chromosomenzahl beträgt 2n = 4x = 68. Es kommen auch 3x-Cytotypen vor. Die Art pflanzt sich apomiktisch fort.
Die Blütezeit reicht von Mai bis Juni.

## Vorkommen
Die Art kommt in den Pyrenäen, in den höheren Lagen der Provence, im Französischen und Schweizer Jura, im Schweizer Mittelland und den Schweizer Alpen vor. Nach Osten ist die Art bis Vorarlberg zu finden, im Nordosten erreicht sie das südliche Baden-Württemberg, im Süden das Aostatal. Insgesamt ist das Areal noch nicht sicher bekannt, oft wurde die Vogesen-Mehlbeere verkannt oder nicht ausreichend von der Österreichischen Mehlbeere unterschieden.
Die ökologischen Zeigerwerte nach Landolt & al. 2010 sind in der Schweiz: Feuchtezahl F =2w (mäßig trocken aber mäßig wechselnd), Lichtzahl L = 3 (halbschattig), Reaktionszahl R = 4 (neutral bis basisch), Temperaturzahl T = 3 (montan), Nährstoffzahl N = 2 (nährstoffarm), Kontinentalitätszahl K = 3 (subozeanisch bis subkontinental).

## Etymologie
Sorbus mougeotii wurde nach dem elsässischen Arzt, Floristen und Bryologen Jean Baptiste Mougeot (1776–1858) benannt.

## Belege
- Herfried Kutzelnigg: Sorbus. In: Hans. J. Conert u. a. (Hrsg.): Gustav Hegi. Illustrierte Flora von Mitteleuropa. Band 4 Teil 2B: Spermatophyta: Angiospermae: Dicotyledones 2 (3). Rosaceae 2. Blackwell 1995, ISBN 3-8263-2533-8, S. 379–381.